# Хакасская демонология
Хакасская демонология — демонологические представления хакасов, южносибирского тюркского народа.

## Нижний мир
Согласно традиционным хакасским представлениям, мир делится на три сферы: Верхнюю (небесную), Среднюю (земную) и Нижнюю (подземную). Нижний мир наиболее опасен для человека. Он многослоен, внизу у него есть «дно». В нём есть горы, моря, водоемы, наполненные слезами или чёрной водой. Там тусклое солнце, полумрак, либо вообще полная темнота. Именно в нижнем мире живут демонологические персонажи, из которых выделяются Ирлик-хан, айна, Кукат, Чилбиген и Пис-Тумзух.

## Демоны
Ирлик-хан (Ирлік-хан, Ил-хан, Эрлик-хан) — властитель подземного мира мёртвых, которому подчинены все злые духи (в Нижнем мире они называются ирликами) и души умерших людей. Ирлик-хан и его дети живут под несколькими слоями земли. Его слуги и 9 воинов-богатырей обитают в доме с 40 углами, в котором грешников мучают в соответствие с назначенным Богом наказанием. Ирлик-хан — это олицетворение зла, он создатель змей, насекомых, болезней и непроходимых гор, причиняющий зло людям на земле (преследует, искушает и наказывает их). Для смирения гнева Ирлик-хана шаманы приносят ему жертвы и умиротворяют угодными ему речами.
Айна — злой дух из Нижнего мира, причиняющий вред и болезни людям. Исследователи предполагают, что слово первоначально обозначало любых мелких духов и произошло из иранских языков, однако с усилением шаманизма, связанного с подземными духами, айнами стали называть только подземных злых существ. По народным представлениям, болезни происходят не по естественным причинам, а от того, что в человеке поселяются айны, смерть же происходит тогда, когда айна похищает куд — душу человека.
Чилбеген — демоническое существо, которое описывают то как «семиглавое чудовище», то как «крылатого богатыря». Чилбеген может обитать на земле, под землёй, а также на Луне. По-видимому, изначально он представлял собой пожирателя скота в скотоводческой мифологии. В дальнейшем он появился и в мифах о небесных светилах: чтобы спасти людей от пожирания Чилбегеном, Луна притянула его к себе вместе с кустом, за который он ухватился. Известен сюжет о Чилбегене и девочке-сиротке. По некоторым представлениям, его женой является владычица подземного мира Кукат.
Кукат (Хуу хат) — ведьма, сообщница вредоносных для человека мистических сил. Слово хуу переводится как ‘белый, бледный, бесцветный; голый; омертвевший; нездешний’. Вместе с Чилбегеном считается слугой Ирлик-хана. Живёт на дне чёрного моря, там, где заходит солнце, по другим представлениям у её дома есть скала с сосной, выросшей сквозь семнадцать слоёв земли. Одно ухо она использует, чтобы слышать то, что происходит под землёй, другое — то, что над землёй. Она летает, ударяя себя по бёдрам мечом. Ей приписывают запруживания рек, приводящие к наводнениям. По некоторым представлениям, она пьёт человеческую кровь, в том числе «тремя пригоршнями, черпая из груди одного богатыря». Если ей не понравится какой-то человек, то она превращается в золу и попадает в воду для питья и водку, когда же попадает в организм, то вновь становится ведьмой, берёт нож и перерезает у человека сердце. Обитающие под землёй её дочери способны превращаться в чёрных лисиц или светлых волков.
Пис-Тумзух (‘шилорылая [богатырка]’) — существо-оборотень, превращающееся то в чёрную лису, то в траву с тремя стеблями, то в белую волчицу, то в женщину, одетую в панцирь из волчьей шкуры.